# ديفيد ساسون
ديفيد ساسون (بالإنجليزية: David Sassoon)‏ (تشرين الأول/أكتوبر 1792م- تشرين الثاني/نوفمبر 1864م) أمين بغداد بين عامي 1817م و 1829م وزعيم الطائفة اليهودية في مومباي.

## السيرة الذاتية
ولد ديفيد ساسون عام 1792م في بغداد وكان والده صالح ساسون زعيم الطائفة اليهودية في بغداد وأحد رجال الأعمال الأغنياء في المدينة وأمينا لصندوق حاكم بغداد بين عامي 1781م - 1817م, ولد ديفيد لعائلة من اليهود السفارديون من ذوي الأصول الأسبانية.
أتم ديفيد تعلم اللغة العبرية وتزوج بعدها من حانا عام 1818م ورزق منها بولدين وبنتين، ثم لم تلبث حانا أن توفيت عام 1826م وبعد عامين على وفاتها تزوج ديفيد ساسون من فرحة حاييم وحظي بست أبناء ثلاثه ذكور وثلاث إناث.
انتقلت العائلة إلى مومباي وذلك اثر ازدياد اضطهاد اليهود أيام  داوود باشا  وما لبث ساسون أن دخل مجال الأعمال في مومباي عام 1832م وكانت بدايته كوسيط بين شركات النسيج البريطانية وتجار الخليج ثم وسع نطاق عمله ليشمل الاستثمار في العقارات الثمينة حول الميناء.وواجه خلال تلك الفترة منافسة شديدة من قبل البارسيون الذين كانو مهيمنين على السوق نتيجة الأرباح التي كانت تدرها عليهم التجارة
الصينية الهندية للأفيون منذ عام 1820م.
بعد توقيع اتفاقية نانجينغ فتحت الأسواق الصينية أما التجار البريطانيين وقد وسع ساسون على اثر ذلك تجارته القائمة على تجارة النسيج إلى ثلاثة حقول تجارية تصدير الغزل والأفيون إلى الصين وكذلك مد السوق البريطاني بالبضائع وتوج ذلك عندما ارسل ديفيد ساسون ابنه الياس ساسون لتوقيع اتفاقيه لتوريد القطن مع مصانع لانكشاير.

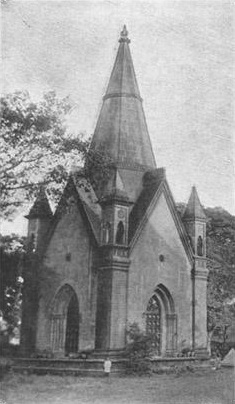
ضريح ديفيد ساسون - مومباي

عام 1845م افتتح ساسون وأولاده مكتبا في مستعمرة شنغهاي الدولية وأصبح هذا المكتب المحور الثاني لعمليات الشركة.
عام 1860م تمكن ساسون من قيادة الجالية البغدادية اليهودية في مواجهة وتجاوز الهيمنة البارسينية
استفاد ساسون من الحرب الأهلية الأمريكية وذلك نتيجه استبدال مصانع انكشاير وارداتها من القطن الأمريكي بقطن ساسون الهندي.

## إرثه

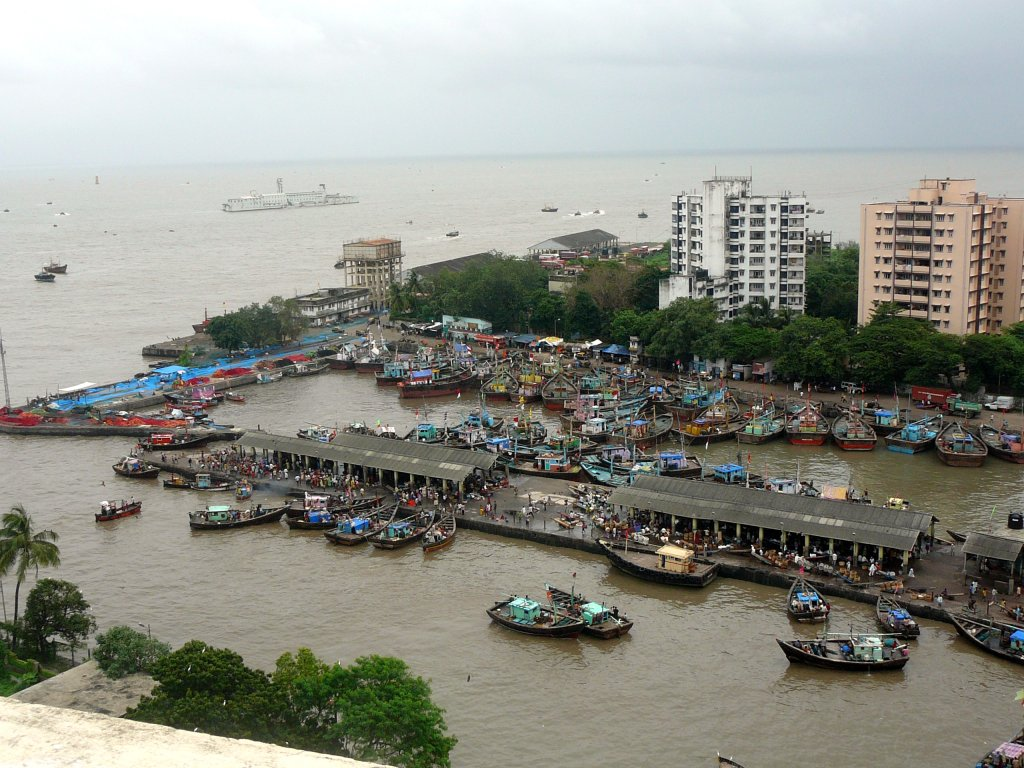
حوض ساسون أكبر حوض للسفن في مومباي

لم يتحدث ديفيد ساسون الإنجليزية ورغم ذلك أصبح مواطناً بريطاني الجنسية عام 1853م, حافظ ديفيد على اللبس والعادات اليهودية البغدادية، ابنه عبد الله غير اسمه إلى آلبيرت وانتقل إلى إنجلترا وأصبح بارونا وتزوج من فتاة من عائلة روتشيلد إحدى العائلات ذات الأصول اليهودية الألمانية ويقال ان كل من يحمل اسم ساسون في أوروبا هو من نسل ديفيد ساسون.
قام ديفد ساسون أثناء فترة حياته ببناء كنيسين أحدهما في منطقه فورت والآخر في بايكولا وكلاهما في مومباي وقام بإنشاء مدرسة ومعهد للميكانيكا ومكتبة وداراً للنقاهة في بونا.
ساعد ديفيد ساسون على تنمية الشعور بالقومية اليهودية بين يهود بونا وقد بنى ابنه بعده حوض ساسون للسفن وكذلك مكتبة ديفيد ساسون التي سميت باسمه.
توفي ديفد ساسون في منزله في بونا في السابع من نوفمبر عام 1864م وورث مصالحه التجارية من بعده ابنه عبد الله ديفيد ساسون. ولأن داوود ساسون (ديفيد ساسون) قام بالعديد من الخدمات العمرانية في بومباي ، فقد كرمته حكومة إنجلترا على تلك الخدمات بأن صنعت له تمثالاً مجسماً ووضعته في المتحف، ولقبته بالرئيس، ويعد أولاده وأحفاده من أكبر ممولي بومباي.